# Eucephalobus strandicornutus
Eucephalobus strandicornutus är en rundmaskart. Eucephalobus strandicornutus ingår i släktet Eucephalobus, och familjen Cephalobidae. Arten är reproducerande i Sverige.